# Liste der costa-ricanischen Botschafter in der Deutschen Demokratischen Republik
Die beiden Regierungen veröffentlichten am 9. Januar 1973 ein gemeinsames Kommunique über die Herstellung diplomatischer Beziehungen zwischen der Deutschen Demokratischen Republik und der Republik Costa Rica.
| Agrément / Ernennung / Akkreditierung | Botschafter                    | Bemerkungen                                                                                    | ernannt von                | akkreditiert während der Regierung von | Posten verlassen |
| ------------------------------------- | ------------------------------ | ---------------------------------------------------------------------------------------------- | -------------------------- | -------------------------------------- | ---------------- |
| 27. Juni 1973                         | Arnaldo Ortiz López            | Sitz in Wien, 1971–1972 Botschafter in Montevideo. ab März 1974 auch in Budapest akkreditiert. | José Figueres Ferrer       | Will Stoph                             | 1974             |
| 1975                                  | Teodoro Quirós Castro          | Sitz in Bukarest.                                                                              | Daniel Oduber Quirós       | Willi Stoph                            | 1977             |
| 1979                                  | Antonio Cañas Iraeta           | Sitz in Paris.                                                                                 | Rodrigo Carazo Odio        | Erich Honecker                         | 1981             |
| 1984                                  | Rosa Luisa Giberstein Kukielka | Sitz in Paris.                                                                                 | Luis Alberto Monge Álvarez | Erich Honecker                         | 1984             |
| 1985                                  | Ekhart Peters Seevers          | Sitz in Paris.                                                                                 | Luis Alberto Monge Álvarez | Erich Honecker                         | 1986             |